# Jolien D'hoore
Jolien D'hoore (Gent, 14 maart 1990) is een Belgisch voormalig wielrenster en baanwielrenster. In die discipline nam ze in 2012, 2016 en 2021 deel aan de Olympische Spelen en behaalde ze brons op het Olympisch omnium in 2016. D'hoore werd samen met Lotte Kopecky zowel de eerste Europees als de eerste wereldkampioene koppelkoers.

## Biografie
Jolien D'hoore is al in de jeugdreeksen een talentrijk wielrenster. In het baanwielrennen haalde ze verschillende nationale titels bij de elite terwijl ze feitelijk nog junior was. Tijdens de wereldkampioenschappen baanwielrennen in 2008 maakte ze haar debuut bij de profs. Samen met Evelyn Arys en Jessie Daams werd ze zevende in de ploegenachtervolging. Later dat jaar kon het drietal een bronzen medaille veroveren tijdens het WK voor junioren. D'hoore werd geselecteerd voor het Wereldkampioenschap op de weg bij de junioren in Zuid-Afrika. Tijdens de wedstrijd reed D'hoore samen met haar landgenote Evelyn Arys, de Italiaanse Rossella Callovi en de Duitse Hanna Amend weg. Het kwartet spurtte voor de zege, waarbij D'hoore zich hier de snelste toonde en wereldkampioene werd.

### 2009 - 2012
Vanaf 1 januari 2009 maakte ze de overstap naar de profs bij Topsport Vlaanderen-Ridley, de vrouwenwielerploeg van Topsport Vlaanderen. Ze werd er ploegmaat van onder andere Maaike Polspoel en Kelly Druyts. 2012 betekende voor D'hoore het jaar van de doorbraak. Tijdens de wereldkampioenschappen baanwielrennen te Melbourne eindigde ze negende in het omnium. Hierdoor mocht ze aan de Olympische Spelen in Londen deelnemen. Haar  wegseizoen stond in het teken hiervan. Ze werd in afwachting hiervan niettemin Belgisch kampioenschap op de weg bij de dames elite. Op de Spelen nam ze deel aan het Omnium en haalde een verrassende vijfde plaats.

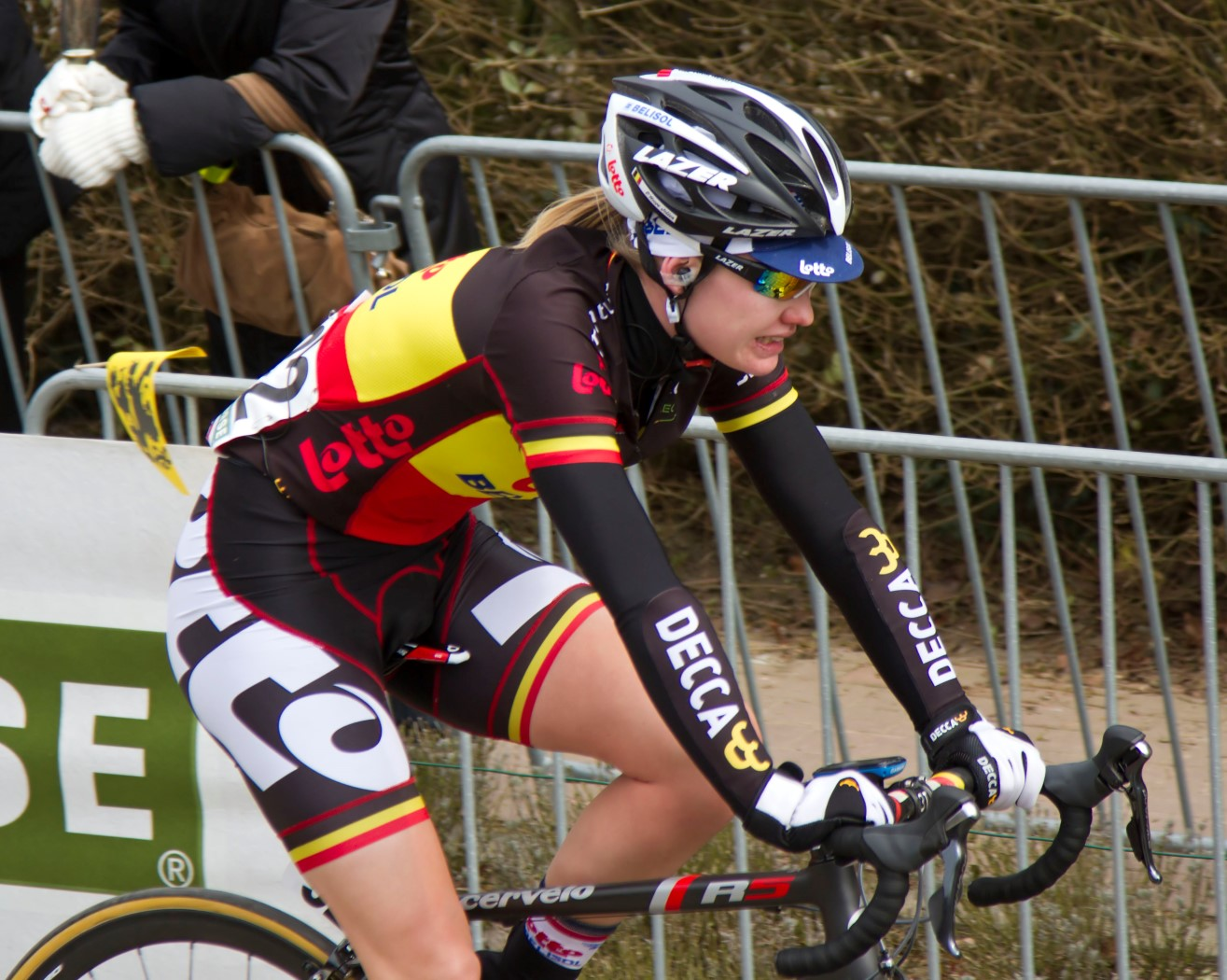
Tijdens de Ronde van Vlaanderen 2013

### 2013 - 2014
Vanaf 2013 richtte D'hoore zich meer op de weg. Ze veranderde hiervoor van team en stapte over naar Lotto-Belisol Ladies. Bij het Belgische team is ze kopvrouw. In haar eerste seizoen behaalde ze ereplaatsen in de GP Cholet en de Energiewacht Tour, ze won ook Dwars door de Westhoek in de spurt. In oktober maakte ze haar rentree op de piste, tijdens het EK. In het omnium moest ze enkel Kirsten Wild en Laura Trott laten voorgaan. 2014 was het jaar van de definitieve doorbraak, ze won vaak en pakte vele ereplaatsen, in Wielsbeke het Belgisch kampioenschap op de weg bij de dames elite, en dit voor de 2de maal in haar carrière. Ook op de piste presteerde ze op hoog niveau, na zilver op het EK won ze de wereldbeker in Guadalajara. Tijdens het WK hoopte ze op een medaille, maar eindigde als 4de.

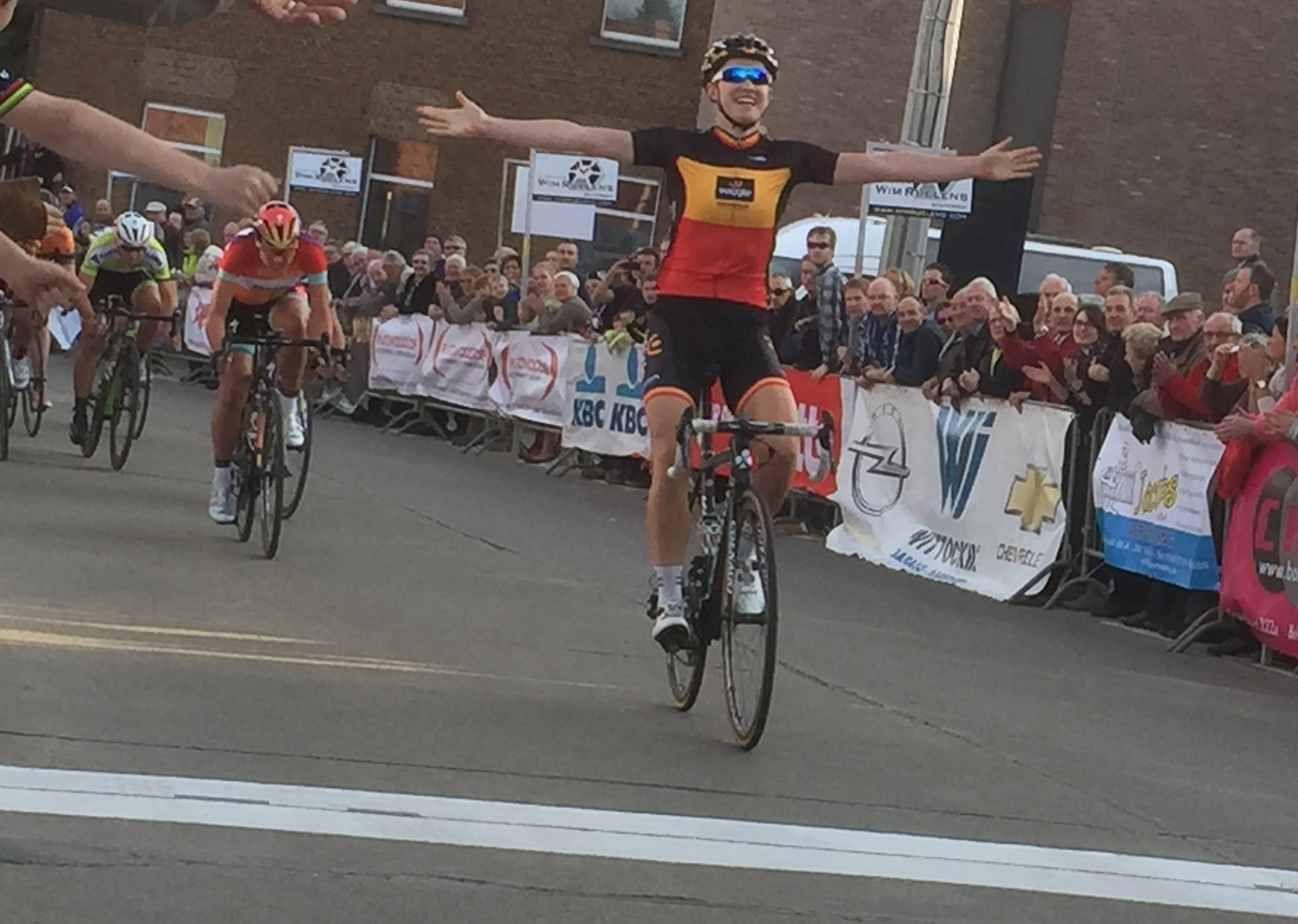
Winst in Omloop van het Hageland 2015

### 2015
Na zes profjaren in Belgische dienst, stapte D'hoore in 2015 over naar de Britse ploeg Wiggle Honda, waar ze terechtkwam tussen andere topsprinters als de Australische Chloe Hosking en tweevoudig wereldkampioene Giorgia Bronzini. Het wegseizoen 2015 begon goed met de overwinning in de Omloop van het Hageland en één week later haar eerste zege in de wereldbeker, namelijk de Ronde van Drenthe. Ook in de Ronde van Vlaanderen presteerde ze goed met een tweede plek. Ze won de spurt van het peloton, vlak achter haar ontsnapte ploegmaat Elisa Longo Borghini. Later die maand won ze de eerste etappe van de Energiewacht Tour en won ze de sprint om de tweede plaats in Dwars door de Westhoek achter winnares Elise Delzenne.
In juni won ze de Diamond Tour en de tweede etappe in de Aviva Women's Tour en kwam zes seconden tekort voor de eindzege achter Lisa Brennauer. In Tervuren won ze zilver in het BK tijdrijden op ruim anderhalve minuut achter Ann-Sophie Duyck en twee dagen later won ze net als het jaar voordien Lotte Kopecky en Sofie De Vuyst in de wegwedstrijd. In de Giro Rosa kwam ze niet verder dan een 33e plek, maar later die maand won ze drie van de vier ritten (inclusief de tijdrit) en het eind- en puntenklassement van de BeNe Ladies Tour. Op de Avenue des Champs-Élysées in Parijs werd ze tweede in de tweede editie van La Course achter Anna van der Breggen. In augustus won ze met de Open de Suède Vårgårda haar tweede wereldbeker van het seizoen en in september won ze de eerste twee ritten van de Holland Ladies Tour.

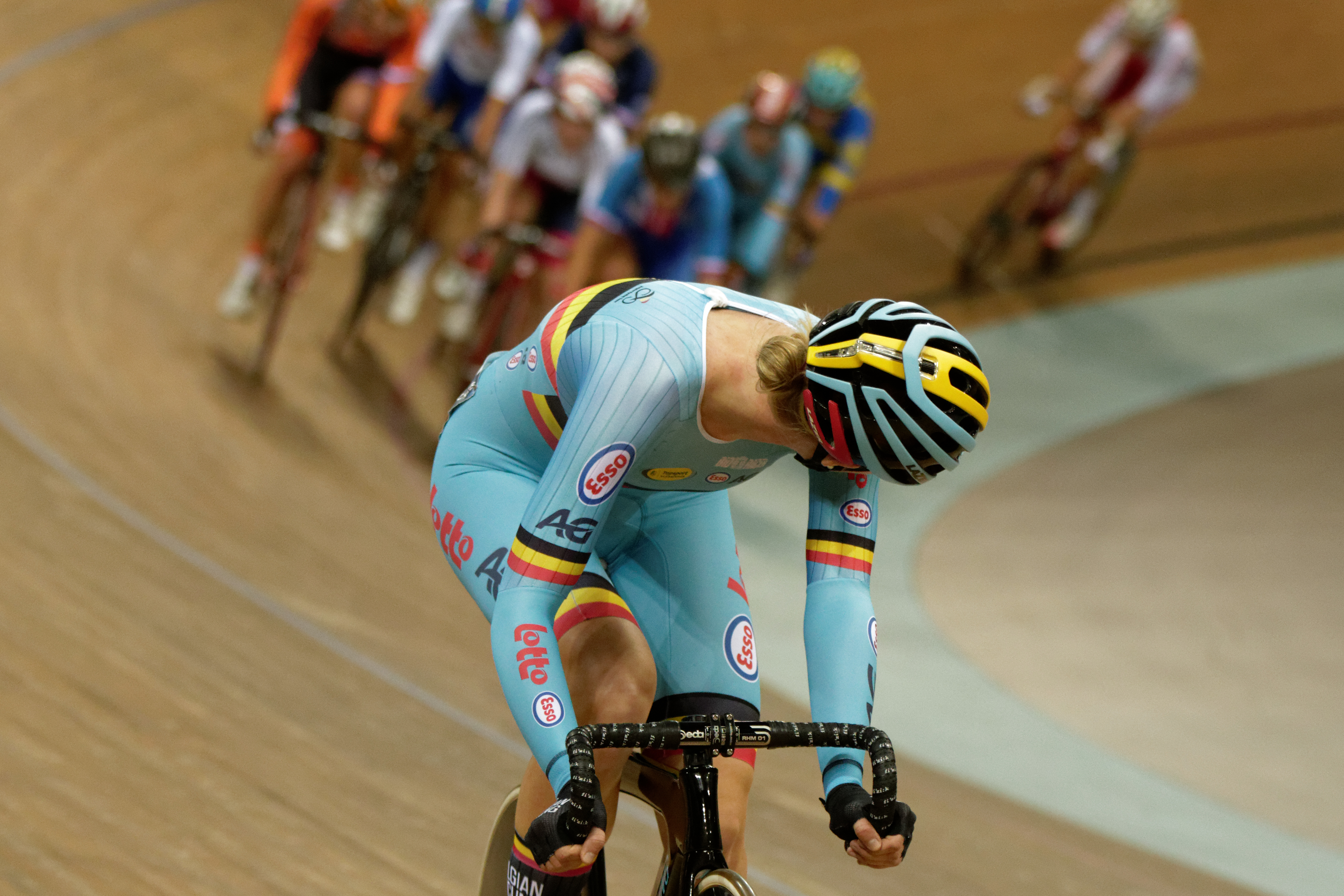
Jolien D'hoore (vooraan) en Lotte Kopecky (peloton) veroveren in 2016 de eerste Europese titel koppelkoers bij de vrouwen.

### 2016
Na diverse ereplaatsen eindigde ze haar klassieke voorjaar in juni met de overwinning in de Flanders Diamond Tour. Twee weken later won ze brons op het Belgisch kampioenschap in Lacs de l'Eau d'Heure, achter Kaat Hannes en Lotte Kopecky. In juli tijdens de Tour de Feminin - O cenu Českého Švýcarska stond ze in drie etappes op het podium, waaronder winst in etappe vier; ook won ze de puntentrui. Eén week later won ze, net als het jaar ervoor, drie van de vier etappes en derhalve het punten- en algemene klassement van de BeNe Ladies Tour.
Op de Olympische Spelen 2016 in Rio de Janeiro behaalde ze een bronzen medaille op de baandiscipline omnium. De Britse Laura Trott veroverde het goud voor de Amerikaanse Sarah Hammer. Eind augustus startte ze in de Holland Ladies Tour, waar ze derde werd in de vijfde etappe. Eén week later won ze de World Tour-wedstrijd La Madrid Challenge, vlak voor haar ploeggenote Chloe Hosking. Na de Spelen in Rio was het wereldkampioenschap op de weg in Doha, Qatar, haar grote doel. Hier werd ze slechts tiende. Eén week erna nam ze revanche door samen met Lotte Kopecky in Saint-Quentin-en-Yvelines de eerste Europese kampioene ploegkoers te worden.
D'hoore won op 30 november 2016 de eerste Kristallen Fiets voor vrouwelijke wielrensters.

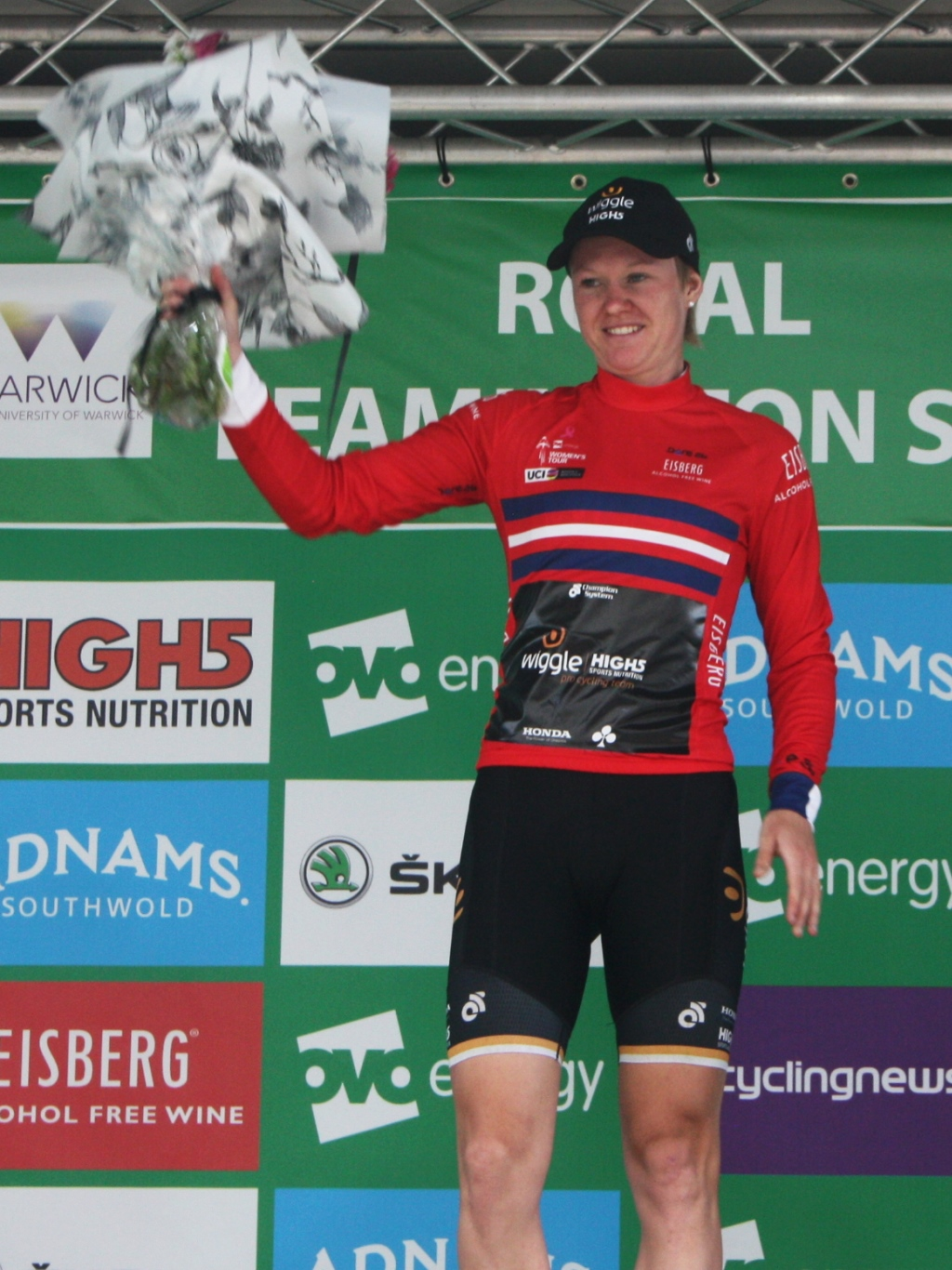
Sprinttrui in OVO Women's Tour 2017

### 2017
In het voorjaar van 2017 won D'hoore de Omloop van het Hageland en de GP de Dottignies en werd ze nipt geklopt door Lotta Lepistö in Gent-Wevelgem. In de Ronde van Vlaanderen speelde ze geen rol van betekenis en twee weken later werd ze, wederom samen met Kopecky, in Hongkong de eerste wereldkampioene ploegkoers. In mei won ze, ondanks een val in de eerste etappe, twee van de drie ritten en het berg- en eindklassement van de Ronde van Chongming. In juni won ze in de sprinttrui de slotrit van de OVO Women's Tour en op 25 juni werd D'hoore voor de derde keer Belgisch kampioene op de weg. In juli 2017 won ze in een millimeterspurt met haar oud-ploeggenote Chloe Hosking de vierde etappe in de Giro Rosa. Voorafgaand aan de slotetappe van de Vuelta won ze voor de tweede keer de Madrid Challenge, haar laatste wedstrijd in het shirt van Wiggle High5.

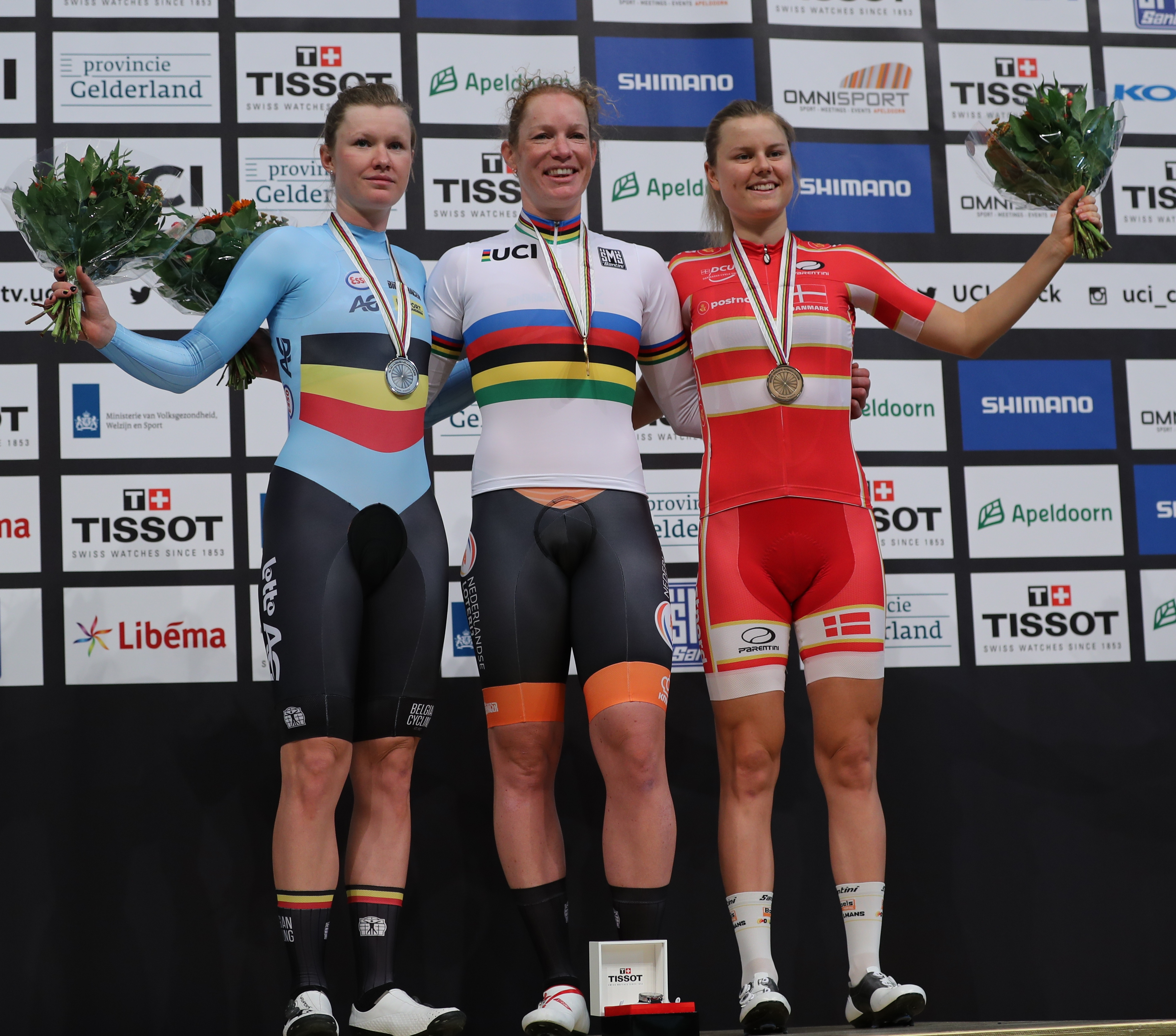
Zilver tijdens WK scratch 2018

### 2018

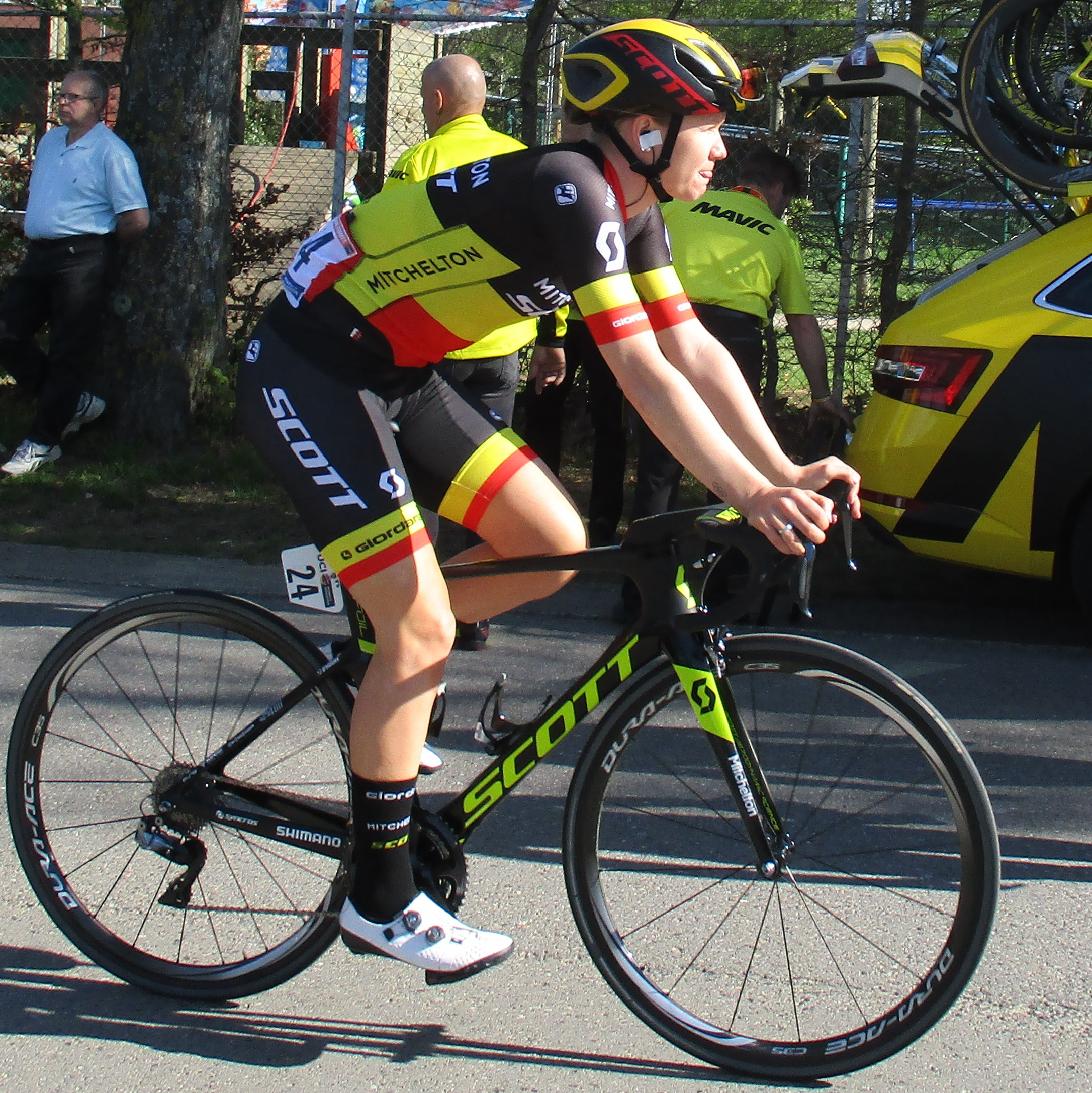
Bij de Waalse Pijl 2018

Na drie succesvolle jaren bij de Britse ploeg Wiggle, kwam D'hoore in 2018 uit voor het Australische Mitchelton-Scott. Ze won de eerste vrouweneditie van de Driedaagse Brugge-De Panne, een etappe in de OVO Women's Tour en twee etappes in de Giro Rosa. Op de baan won ze zilver op de scratch tijdens het WK in Apeldoorn achter de gedemareerde Kirsten Wild en brons op de scratch tijdens het EK in Glasgow. Tijdens de koppelkoers, waar ze als zesde eindigde samen met Kopecky, was D'hoore zo diep gegaan dat ze na afloop bevangen door de hitte per brancard werd afgevoerd naar het ziekenhuis, maar na enkele uren alweer naar huis mocht. Drie weken later maakte ze haar rentree op de weg in de Boels Ladies Tour.

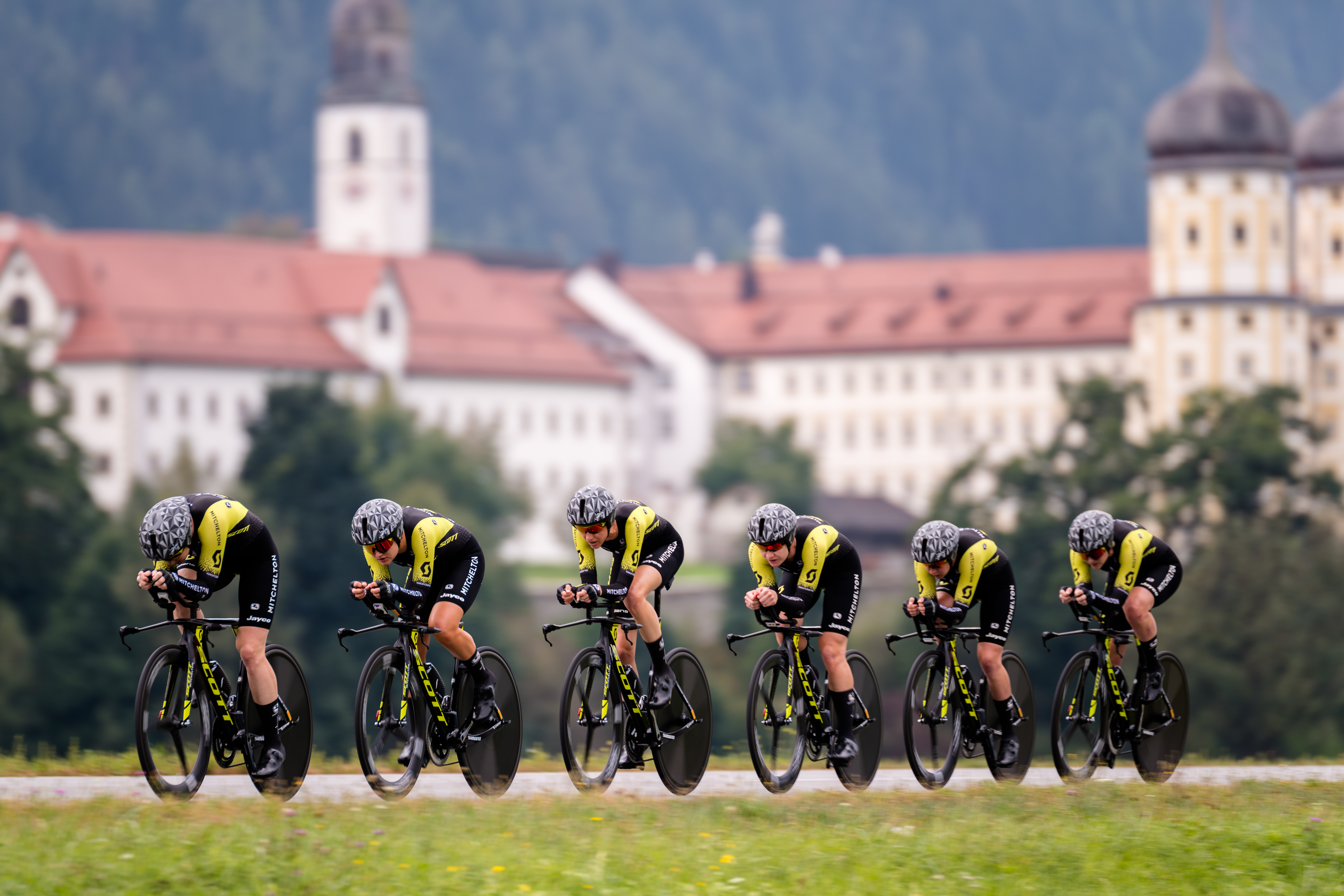
D'hoore (vierde van links) tijdens WK ploegentijdrit 2018

### 2019
Eind 2018 tekende D'hoore een tweejarig contract bij het Nederlandse Boels Dolmans, om zich in 2020 volledig te richten op de Olympische koppelkoers, samen met Lotte Kopecky. Op 15 maart 2019 kwam ze ten val in de afdaling van de VAM-berg tijdens de Drentse 8 van Westerveld. Ze maakte een maand later haar rentrée in de Ronde van Vlaanderen. Later dat jaar won ze etappes in de Baskische Emakumeen Bira en in de Britse Women's Tour. Op 19 juli in de BeNe Ladies Tour kwam ze wederom ten val waarbij ze haar elleboog brak. Hierna kwam ze enkel nog in actie in de tweedaagse Madrid Challenge by La Vuelta en in december moest ze nogmaals geopereerd worden.

### 2020-2021
Vanwege de coronapandemie werden de voorjaarsklassiekers in 2020 uitgesteld en de Olympische Spelen werden met een jaar uitgesteld. D'hoore wilde aanvankelijk stoppen na de Spelen in 2020, maar omdat deze werden uitgesteld en omdat vlak erna het wereldkampioenschap in Vlaanderen plaatsvond en een week later de eerste vrouweneditie van Parijs-Roubaix werd verreden, stelde ze haar wielerpensioen met ruim een jaar uit. In september won D'hoore zilver op het Belgisch kampioenschap na een beklijvend duel met Kopecky. In oktober 2020 won ze de uitgestelde editie van Gent-Wevelgem (als eerste Belgische vrouw ooit) en in maart 2021 won ze de eerste etappe van de Healthy Ageing Tour. Verder behaalde ze enkele tweede plaatsen in GP Oetingen, Dwars door de Westhoek en in de Lotto Belgium Tour. De Spelen in Tokio werden geen succes, vanwege eerst een val van Kopecky en later een val van D'hoore zelf. Tijdens het wereldkampioenschap in eigen land offerde ze haar eigen kansen op voor kopvrouw Kopecky, maar die kon het in de sprint tegen Elisa Balsamo en Marianne Vos niet afmaken. D'hoore werd na de podiumceremonie in het zonnetje gezet op het Ladeuzeplein in Leuven. Een week later stond ze aan de start van de eerste Parijs-Roubaix voor vrouwen, maar ze kwam nog voor de eerste kasseienstrook ten val en kwam uiteindelijk op bijna 18 minuten (vier minuten na de tijdslimiet) aan op de velodrome.

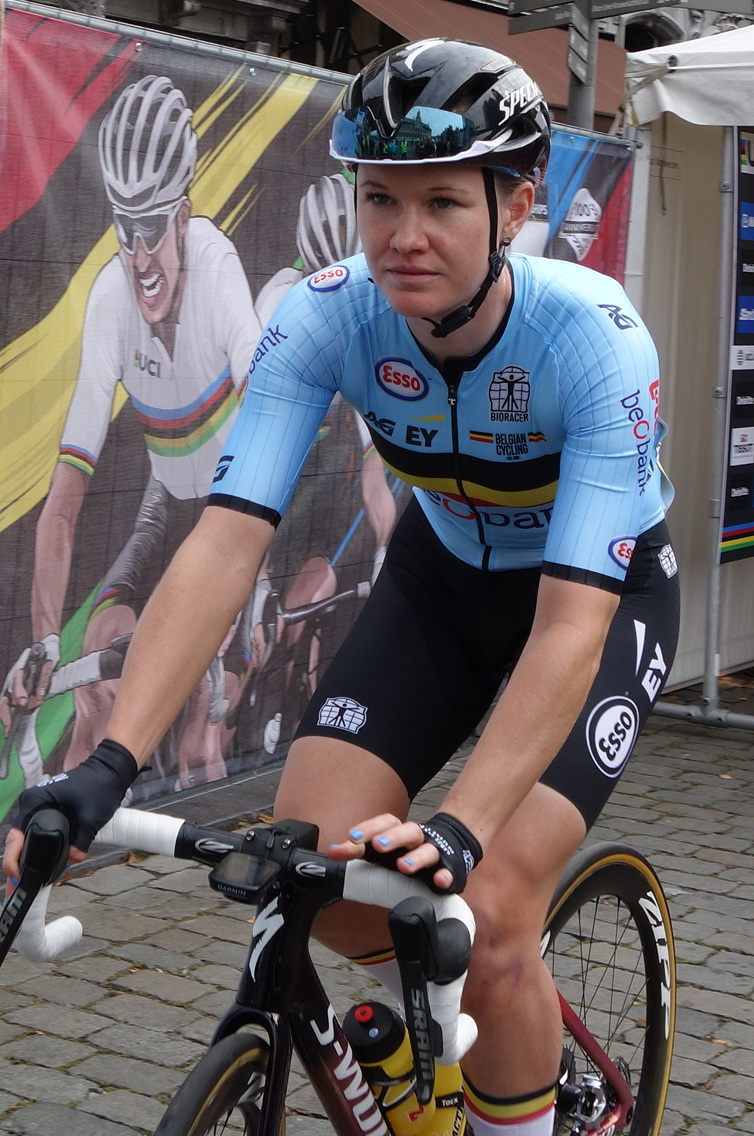
Voor de start van het WK 2021

### Na actieve carrière

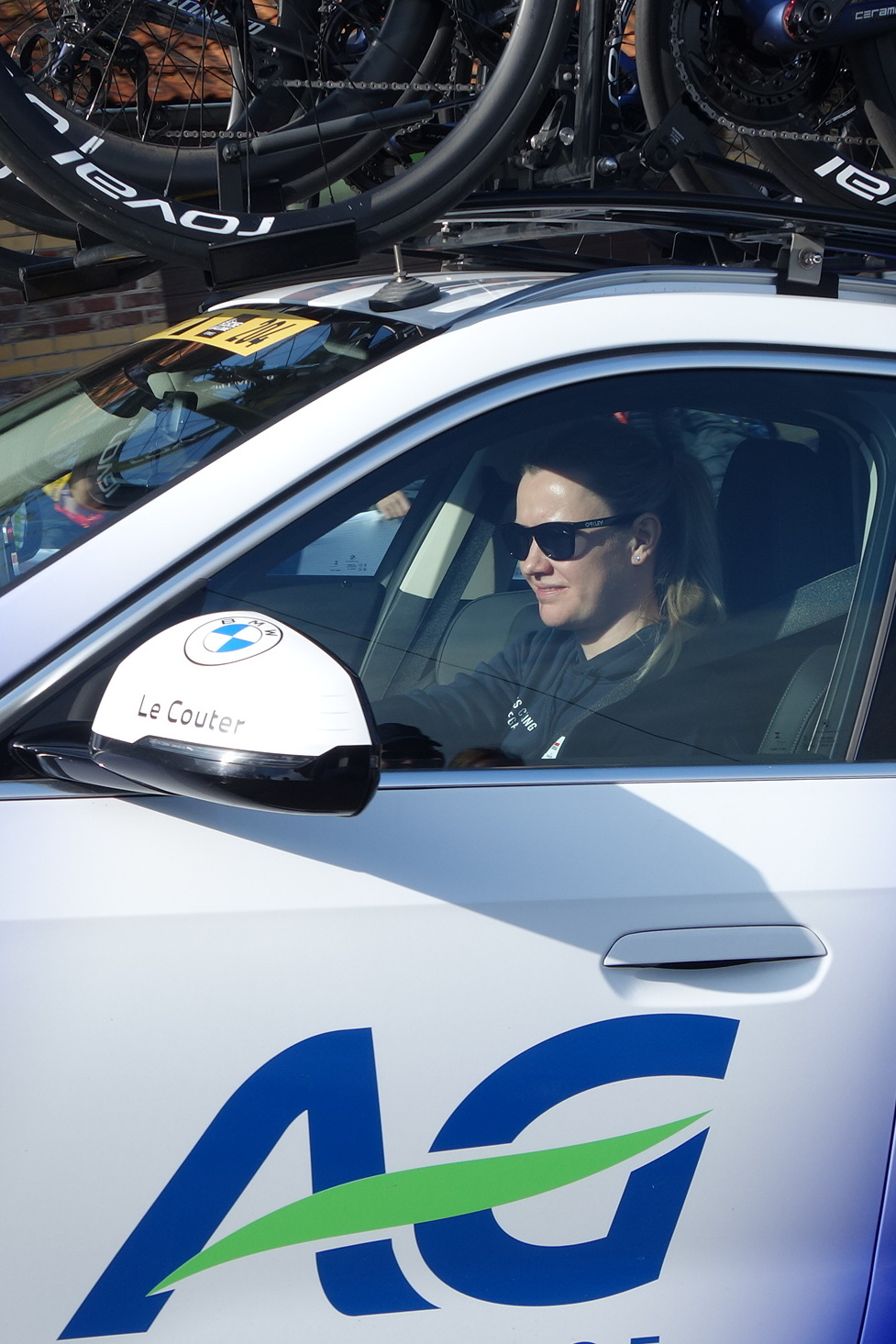
Ploegleider D'hoore in de Waalse Pijl 2023

Vlak voor haar afscheid maakte ze bekend aan de slag te gaan als performance coach bij Cycling Vlaanderen en als ploegleider bij de beloftenploeg NXTG Racing, die in 2023 verder ging als AG Insurance-Soudal Quick-Step.
Sinds 2022 verbond Jolien D'hoore ook haar naam aan de dameswielerwedstrijd Grote Prijs Jolien D'hoore in Erwetegem (Zottegem).

### Privé
D'hoore beviel op 22 november 2023 van een dochter.

## Palmares

### Baanwielrennen
| Jaar         | BK                                                                                             | EK                                                           | WK                   | OS           | WB | Overig                                                                  |
| Nieuwelingen | Nieuwelingen                                                                                   | Nieuwelingen                                                 | Nieuwelingen         | Nieuwelingen | Nieuwelingen                                                                                                  | Nieuwelingen                                                            |
| ------------ | ---------------------------------------------------------------------------------------------- | ------------------------------------------------------------ | -------------------- | ------------ | --- | ----------------------------------------------------------------------- |
| 2006         | scratch                                                                                        |                                                              |                      |              | |                                                                         |
| 2007         | ploegkoers · omnium · scratch                                                                  |                                                              |                      |              | |                                                                         |
| Junioren     |                                                                                                |                                                              |                      |              | |                                                                         |
| 2008         |                                                                                                | achtervolging · ploegenachtervolging · puntenkoers · scratch | ploegenachtervolging |              | |                                                                         |
| Beloften     |                                                                                                |                                                              |                      |              | |                                                                         |
| 2009         |                                                                                                | ploegenachtervolging                                         |                      |              | |                                                                         |
| 2010         |                                                                                                | omnium · ploegenachtervolging · puntenkoers                  |                      |              | |                                                                         |
| 2011         |                                                                                                |                                                              |                      |              | |                                                                         |
| 2012         |                                                                                                | puntenkoers · ploegenachtervolging                           |                      |              | |                                                                         |
| Elites       |                                                                                                |                                                              |                      |              | |                                                                         |
| 2007         | 500m · omnium · ploegenachtervolging · scratch · sprint · achtervolging · keirin · puntenkoers |                                                              |                      |              | |                                                                         |
| 2008         | 500m · achtervolging · ploegenachtervolging · ploegsprint · sprint · keirin · puntenkoers      |                                                              |                      |              | |                                                                         |
| 2009         | 500m · ploegenachtervolging · ploegsprint · puntenkoers                                        | omnium                                                       |                      |              | |                                                                         |
| 2010         | 500m · achtervolging · omnium · ploegenachtervolging · ploegsprint · scratch · puntenkoers     |                                                              |                      |              | |                                                                         |
| 2011         |                                                                                                |                                                              |                      |              | |                                                                         |
| 2012         | omnium                                                                                         |                                                              |                      |              | |                                                                         |
| 2013         | omnium                                                                                         | omnium                                                       |                      |              | Aguascalientes: · omnium                                                                                      | GP of Poland Pruszków: puntenkoers 3daagse Aigle: achtervolging scratch |
| 2014         |                                                                                                | omnium                                                       |                      |              | Guadalajara: · omnium · Londen: · omnium                                                                      | International Cycling Days Cottbus: 500m omnium puntenkoers IBO: omnium |
| 2015         | 500m · achtervolging · omnium · puntenkoers · scratch                                          |                                                              |                      |              | Cambridge: · scratch · omnium                                                                                 |                                                                         |
| 2016         |                                                                                                | ploegkoers · puntenkoers                                     |                      | omnium       | Hong Kong: · puntenkoers                                                                                      |                                                                         |
| 2017         |                                                                                                |                                                              | ploegkoers · scratch |              | Pruszkow: · ploegkoers · Manchester: · ploegkoers · scratch                                                   | IBO: ploegkoers scratch                                                 |
| 2018         |                                                                                                | scratch                                                      | scratch              |              | Berlijn: · ploegkoers · Londen: · ploegkoers                                                                  | Vierdaagse van Genève                                                   |
| 2019         | achtervolging · puntenkoers · scratch · omnium                                                 |                                                              | scratch              |              | Cambridge: · ploegkoers · Hong Kong I: · ploegkoers · scratch · Hong Kong II: · ploegenachtervolging · omnium |                                                                         |
| 2020         |                                                                                                |                                                              |                      |              | Milton: · ploegkoers                                                                                          |                                                                         |

### Weg
2012 - 1 zege
- Belgisch kampioenschap op de weg

2013 - 1 zege
- Dwars door de Westhoek

2014 - 5 zeges
- Belgisch kampioenschap op de weg
- Flanders Diamond Tour
- Puntenklassement BeNe Ladies Tour
  - 1e en 2e etappe B BeNe Ladies Tour
- 5e etappe Holland Ladies Tour

2015 - 13 zeges
- Belgisch kampioenschap op de weg
- Omloop van het Hageland
- Ronde van Drenthe
- 1e etappe Energiewacht Tour
- Flanders Diamond Tour
- 2e etappe Women's Tour
- Eindklassement BeNe Ladies Tour
  -  Puntenklassement BeNe Ladies Tour
  - 1e en 2e etappe A en B BeNe Ladies Tour
- Open de Suède Vårgårda
- 1e en 2e etappe Holland Ladies Tour

2016 - 6 zeges
- Flanders Diamond Tour
- 4e etappe Tour de Feminin - O cenu Českého Švýcarska
- Puntenklassement Tour de Feminin - O cenu Českého Švýcarska
- Eindklassement BeNe Ladies Tour
  -  Puntenklassement BeNe Ladies Tour
  - 1e, 3e (tijdrit) en 4e etappe BeNe Ladies Tour
- La Madrid Challenge by La Vuelta (WWT)

2017 - 11 zeges
- Belgisch kampioenschap op de weg
- Omloop van het Hageland
- Grand Prix de Dottignies
- Eindklassement Ronde van Chongming (WWT)
  - 2e en 3e etappe Ronde van Chongming
- 5e etappe OVO Women's Tour (WWT)
- 4e etappe Giro Rosa (WWT)
- 1e etappe Ronde van Noorwegen (WWT)
- Proloog en 2e etappe Lotto Belgium Tour
- La Madrid Challenge by La Vuelta (WWT)

2018 - 4 zeges
- Driedaagse Brugge-De Panne (WWT)
- 1e etappe OVO Energy Women's Tour (WWT)
- 3e en 4e etappe Giro Rosa (WWT)

2019 - 3 zeges
- 1e etappe Emakumeen Bira (WWT)
- 1e en 3e etappe OVO Energy Women's Tour (WWT)

2020 - 1 zege
- Gent-Wevelgem (WWT)

2021 - 1 zege
- 1e etappe Healthy Ageing Tour

### Uitslagen in voornaamste wedstrijden
| Jaar | Gent-Wevelgem | Ronde van Vlaanderen | Amstel Gold Race | Omloop Het Nieuwsblad | Ronde van Drenthe |  | WK op de weg |
| ---- | ------------- | -------------------- | ---------------- | --------------------- | ----------------- |  | ------------ |
| 2010 |               |                      |                  | 36e                   |                   |  |              |
| 2012 |               |                      |                  | 35e                   |                   |  |              |
| 2013 |               | 20e                  |                  | 39e                   | opgave            |  |              |
| 2014 | 11e           | 14e                  |                  |                       | 52e               |  |              |
| 2015 | 4e            | ↑                    |                  | 33e                   | ↑                 |  | 49e          |
| 2016 | 18e           | 27e                  |                  |                       | 70e               |  | 10e          |
| 2017 | ↑             | 61e                  |                  | 7e                    | 6e                |  | opgave       |
| 2018 | ↑             | 12e                  | opgave           | 8e                    | 11e               |  |              |
| 2019 |               | 41e                  |                  |                       |                   |  |              |
| 2020 | ↑             |                      |                  |                       |                   |  |              |
| 2021 | 64e           | 78e                  |                  | 28e                   |                   |  |              |

| Resultaten in kleinere rondes |                 |                   |                  |                  |                     |
| Jaar                          | Ronde van Qatar | Energiewacht Tour | The Women's Tour | BeNe Ladies Tour | Holland Ladies Tour |
| 2009                          |                 |                   |                  |                  | 38e                 |
| 2010                          |                 |                   |                  |                  |                     |
| 2011                          |                 |                   |                  |                  | 52e                 |
| 2012                          |                 |                   |                  |                  | 27e                 |
| 2013                          |                 | 16e               |                  |                  |                     |
| 2014                          | 7e              | 12e               |                  | 2e (2 etappes)   | 47e (1 etappe)      |
| 2015                          | 6e              | 8e (1 etappe)     | 2e (1 etappe)    | 1e (3 etappes)   | 15e (2 etappes)     |
| 2016                          |                 |                   | 44e              | 1e (3 etappes)   |                     |
| 2017                          |                 |                   | 53e (1 etappe)   |                  |                     |
| 2018                          |                 |                   | dnf (1 etappe)   | 5e               | dnf                 |

## Onderscheidingen
- Kristallen Fiets: 2016, 2017

De Vries · D'Hoore · Duyck · Hannes · Laws · Lodewijks · Michal · Moolman · Rousse · Schoonbaert · Taylor · Van Severen
Beckers · Cure · Dalton · D'Hoore · De Vocht · Decroix · Hoffmann · Meyvisch · Pooley · Rijkes · Rousse · Söderberg · Van Severen · Vekemans · Verhaest
Abbott · Baker · Bronzini · Christian · Cordon · D'Hoore · Edmondson · Fahlin · Hagiwara · Hosking · King · Longo Borghini · Mullens · Roberts · Roe · Sanchis · Wiasak
Abbott · Bronzini · Christian · Cordon · D'Hoore · Edmondson · Garner · Hagiwara · Hosking · Johansson · King · Longo Borghini · Pieters · Roberts · Sanchis
Bronzini · Cordon · Cure · D'Hoore · Edmondson · Fahlin · G. Garner · L. Garner · Hagiwara · Johansson · Leth · Lichtenberg · Longo Borghini · Roberts · Sanchis
Allen · Crooks · D'Hoore · Elvin · Kennedy · Manly · Roy · Spratt · Van Vleuten · Williams
Blaak · Buurman · Canuel · D'Hoore · Dideriksen · Hall · Langvad · Majerus · Pieters · Schneider · Van den Bos · Van der Breggen
Blaak · Buurman · Canuel · D'Hoore · Dideriksen · Hall · Majerus · Pieters · Schneider · Uneken · Van den Bos · Van der Breggen
Blaak · Canuel · Cecchini · D'Hoore · Fisher-Black · Fournier · Majerus · Moolman-Pasio · Nosková · Pieters · Shackley · Uneken · Van der Breggen · Vollering